# Giovanni Paolo Oliva
Pour les articles homonymes, voir Oliva.
Giovanni Paolo Oliva, né le 4 octobre 1600 à Gênes (Italie) et décédé le 26 novembre 1681 à Rome, est un prêtre jésuite italien. Il devint en 1664, le 11e Supérieur général de la Compagnie de Jésus.

## Formation et carrière
Oliva nait en 1600 et entre dans la Compagnie de Jésus le 21 décembre 1616. En 1628 il est ordonné prêtre, à Rome. Sa principale occupation est la prédication. En 1631 il est choisi comme secrétaire du général Francesco Piccolomini avant d'être l'année suivante nommé maître des novices à Rome. À la suite de cela il fait carrière, toujours à Rome comme supérieur, recteur du Collegium germanicum ainsi que Prédicateur Apostolique du Palais sous les papes Innocent X, Alexandre VII, Clément IX et Clément X. Ses sermons (15 volumes) Quarante-deux sermons pour le Carême, Sermons du dimanche eet prédications au palais apostolique seront publiés dès son vivant. En 1661, pendant la période critique en tant que Supérieur Général de Goschwin Nickel, la XIe Congrégation générale l'élit Vicaire général avec droit de succession.

## Supérieur général
Son généralat dura 20 ans. La Compagnie d'alors est confrontée à de nombreux défis, défis liés en grande partie à son succès. Sous son règne la Compagnie continue à augmenter en membres (près de 18 000 membres à son décès). La multiplication rapide des fondations (collèges et missions) tendent les finances de la Compagnie néanmoins. Par ailleurs elle doit se défendre d'encourager le laxisme morale, accusation lancée par ses ennemis, jansénistes en particulier. On reproche à Olivia l'adhésion de la Compagnie à la doctrine probabiliste. Olivia, sans jamais condamner cette doctrine, ne l'encouragera pas et exigera des supérieurs plus de contrôle sur toute publication théologique de jésuites.  
Sous son règne Olivia encourage le développement des missions hors d'Europe, particulièrement celles du Japon, non sans difficulté tant les rivalités entre ordres religieux (avec les Missions étrangère de Paris en particulier), entre grandes puissances du moment (La France et le Portugal en particulier) rendent les missions jésuites en Asie compliquées voire périlleuses. En Chine il autorise les jésuites à occuper des postes de mandarin.  
Sous son gouvernement il réussit à maintenir une certaine discipline et unité tout en durcissant les critères requis pour prononcer le quatrième vœu. Il ordonne les provinces de constituer des archives de leurs missions. Il soutient la béatification de Stanislaw Kostka, la canonisation de François Borgia.    
Il doit gérer les plaintes contre les bollandistes par l'carmélites à propos de l'histoire de la naissance de l'ordre carmélite. Il apporte son soutien à Paolo Segneri auteur d'un traité controversé critique du quiétisme. Il doit montrer des trésors de diplomatie dans ses rapports avec Louis XIV désireux de voir tout le clergé français (y compris jésuite) lui obéir alors que les jésuites ont, de par leurs constitutions, fait un vœu d'obéissance spécial au pape. 
Il meurt au noviciat jésuite près de l'Église Saint-André du Quirinal en 1681.